# Fabio Bovolenta
Fabio Bovolenta (Trento, 18 maggio 1956) è un ex giocatore di curling italiano di Cortina d'Ampezzo.

## Carriera agonistica

### Nazionale
Il suo esordio con la nazionale italiana junior di curling è stato il campionato mondiale junior del 1975, disputato a East York, in Canada: in quell'occasione l'Italia si piazzò al nono posto. La prima partita di questo evento, il 25 febbraio 1975, fu anche l'esordio della nazionale junior italiana. Nella prima partita l'Italia fu sconfitta dalla formazione svedese per 9 a 15. Con la nazionale junior partecipa a tre campionati mondiali junior.
In totale Fabio vanta 26 presenze in azzurro. Il miglior risultato dell'atleta è l'ottavo posto ai campionati mondiali junior ottenuto nel 1977 a Québecy, in Canada.
CAMPIONATI
Nazionale junior:
- Mondiale junior
  - 1975 East York ( Canada) 9°
  - 1976 Aviemore ( Scozia) 10°
  - 1977 Québec ( Canada) 8°